# Xanthonia angulata
Xanthonia angulata là một loài bọ cánh cứng trong họ Chrysomelidae. Loài này được Staines & Weisman miêu tả khoa học năm 2001.